# Empires: Dawn of the Modern World
Empires: Dawn of the Modern World — компьютерная игра, историческая стратегия в реальном времени, разработанная Stainless Steel Studios и выпущенная 21 октября 2003 года; считается неофициальным продолжением Empire Earth. От игрока требуется собирать ресурсы, чтобы построить империю, тренировать войска и впоследствии покорить другие цивилизации.
Игра основана на сильно «сжатом» варианте мировой истории и охватывает пять эпох — от Средневековья до Второй мировой войны. В игре представлены девять цивилизаций: Англия, франки, Корея и Китай доступны на этапах от века Средневековья до века Империй, и США, Россия, Германия, Франция и Великобритания — в эпоху Первой и Второй мировых войн. Япония в кампаниях фигурирует как противник, но играть за неё нельзя.

## Игровой процесс
Игра представляет собой стратегию в реальном времени. От игроков требуется командовать войсками, изображёнными в полной 3D-перспективе, для достижения победы над врагом. Миссия заканчивается, когда все игроки, кроме одного, сдались или были побеждены; последнему оставшемуся игроку присуждается победа. Чтобы победить, игроки должны создать и улучшать сбалансированную и организованную армию. В игре представлены наземные, морские и воздушные войска, чья доступность зависит от выбранной эпохи. Эти подразделения имеют свои сильные и слабые стороны в формате, похожем на «камень-ножницы-бумага»: каждый тип войск влияет на другие подразделения по-разному. Каждый вид войск представляет собой одного солдата или боевую машину, чьи скорость и дальность зависит от его типа и цивилизации. Приказы, отдаваемые войскам, включают в себя разведку, охрану, действия в обороне и наступательные действия.
Ресурсы, к которым относятся продовольствие, древесина, золото и камень, требуются в различных комбинациях для создания различных построек и армии. На протяжении всей игры поселенцы собирают ресурсы и относят их в здание под названием «городской центр».
Мультиплеерная составляющая игры функционировала на основе системы GameSpy, находящейся в свободном доступе для любого игрока, который имеет пропатченную версию игры, но с 2007 года эта игра больше не поддерживается GameSpy для игры в режиме online. От двух до восьми человек или противников с искусственным интеллектом противников могут конкурировать в «коротком», ориентированном только на сражения мультиплеерном режиме (Action Mode) или «долгом», ориентированном на оборону режиме (Empire Builder Mode). Режимы, цивилизации и типы карт доступны в однопользовательском и многопользовательском режимах. Карты генерируются случайным образом для каждого матча, но соответствуют общему рельефу местности, выбранному начавшим матч игроком. Также игрок выбирает размер карты и количество единиц войск, которые каждый игрок сможет создать.
После перехода в новую эпоху игроку становятся доступны новые улучшения. Они требуют для осуществления различных комбинаций ресурсов и различным образом расширяют возможности игровых единиц. После совершённого улучшения старые типы войск не могут быть созданы.

### Кампании
Игроку доступны три кампании, для каждой может быть выставлен один из трёх уровней сложности.
- «Сердце льва»: кампания за Англию в Средние века. Игроку предстоит управлять войсками Ричарда Львиное Сердце, будущего английского короля, в борьбе за престол. Сюжет кампании — вымышленная война Ричарда против Франции в XII веке.
- «Морской дракон»: кампания за Корею в Эру пороха. Игроку предстоит управлять корейской армией адмирала Ли Сунсина и участвовать в войне против японцев.
- «Кровь и кишки»: кампания за США во Вторую мировую войну. Игроку предстоит управлять американскими частями генерала Джорджа Паттона и не только разгромить немцев в Северной Африке, Италии и Франции, но и не дать им создать ядерное оружие.

## Разработка
Игра Empires: Dawn of the Modern World была разработана в период с 2002 по 2003 год ныне несуществующей студией Stainless Steel Studios. Игра основана на обновлённой версии игрового движка Titan, использовавшегося в предыдущей её игре, Empire Earth. В интервью GameSpot о разработке Рик Гудман заявил: «На мой взгляд, сообщество разработчиков должно проводить больше времени с потребителями … мы должны лучше выполнять свою работу, отвечая на вопрос „Чего хотят игроки?“». Используя результаты опросов, студия сосредоточилась на игровом процессе, балансе и нововведениях. На E3 в 2003 году Stainless Steel Studios подчеркнули различия между цивилизациями.
Цивилизации в игре основаны на так называемых «древах цивилизаций» — таблицах для каждой цивилизации. Джон Аленсон, ведущий дизайнер, сказал в интервью, что дерево цивилизаций «похожа на кровать змей, где самая большая и жирная змея является самой большой и сильной цивилизацией». В дополнение к обновлению цивилизаций студия пересмотрела многие технологии науки и техники из Empire Earth.

## Отзывы критиков
| Сводный рейтинг | Сводный рейтинг |
| Агрегатор       | Оценка          |
| --------------- | --------------- |
| GameRankings    | 81,58 %         |

Empires: Dawn of the Modern World получила в основном положительные отзывы критиков. Game Informer оценили её в 8,25 балла из 10, назвав её «безусловно, стоящей вашего времени, если вы глубоко разбираетесь в жанре…»; IGN дал оценку 8,8 балла из 10, сочтя её «великой стратегической игрой», и заявил, что «Stainless Steel Studios заслуживает того, чтобы гордиться своей второй попыткой…»; GameSpy назвал игру «отличной RTS».
PC Game World, игровой интернет-сайт, заявил, что звук в игре был «так хорош, как это происходит с этим типом игр, с применением взрывов ядерного оружия, падением бомб, стрельбой из оружия, сражением на мечах одних людей с другими». Wothplaying (другой игровой сайт) говорит об образах игры как о «драгоценных камнях, полных фантастических цветов». GameZone понравились только некоторые визуальные элементы, утверждая, что «фоны лесов, лугов и воды очень острые и самая красивая визуальная часть игры».
Негативные отзывы также имели место. В частности, GameSpot говорил об отсутствии в самой игре какого-либо руководства и базовых инструкций по игровому процессу. GameZone также отметил, что «Поскольку здесь нет обучающего режима, игроки… которые являются новичками в RTS, могут оказаться в некотором недоумении». Журнал PC Gamer обнаружил, что алгоритм «поиска пути» часто заставляет игровые единицы путешествовать вместе как неорганизованную массу, а иногда выбирать опасные маршруты. Computer Gaming World жаловался, что кампании «чрезмерно сюжетно ориентированы и включают в себя лишь немного простых миссий по строительству и развитию».
Armchair Empire отметила, что «почти невозможно писать об Империи … не говоря о последнем проекте Stainless Steel Studios, Empire Earth». Было отмечено и отсутствие реальных нововведений. Многие были удивлены тем, что объём был меньше, чем у Empire Earth, но согласились, что игровой процесс в большей степени ориентирован на определённые периоды времени, имея меньше эпох и цивилизаций. Один из критиков назвал игру «Rise of Nations тупых людей». Сравнивая игру с Rise of Nations, было также отмечено, что «Rise of Nations часто заканчивалась шквалом смен эпох, пока все не ездили на танках, но наступательная мощь, доступная игроку в Empires, не обязательно означает при переходе к следующей эпохе его сильное немедленное превосходство» и «После… выбора цивилизаций, доступного в Rise of Nations (18), … Empires может показаться немного маленькой».
Российский сайт Absolute Games поставил игре оценку 66%, отметив неудачную попытку разработчиков включить какие-то элементы из Age of Mythology в игру. Однако особую неприязнь у авторов сайта вызвали исторические несоответствия и искажения фактов в кампаниях, особенно в американской.